# Великогубский район
Великогубский район — административно-территориальная единица в составе Карельской АССР, существовавшая в 1927—1930 годах. Центром района было село Великая Губа.
Великогубский район был образован постановлением 2 сессии Центрального Исполнительного Комитета Карельской АССР VII созыва от 17 июля 1927 года. 29 августа того же года это решение было утверждено постановлением Президиума Всероссийского Центрального Исполнительного Комитета.
В состав района вошли Великогубская волость без деревень Пурдега и Мягрозеро, Сенногубская волость полностью и Великонивский сельсовет Толвуйской волости.
По данным 1928 года район включал 8 сельсоветов: Великогубский, Великонивский, Карасозерский, Кижский, Космозерский, Сенногубский, Типиницкий и Яндомозерский.
В районе, по данным переписи 1926 года, проживало 12 799 человек, из них 98,8 % составляли русские.
28 февраля 1930 года Президиум ЦИК Карельской АССР постановил объединить Великогубский и Шуньгский районы в новый Заонежский район с центром в селе Великая Губа. Это решение было утверждено поставлением Президиума ВЦИК и СНК РСФСР от 20 апреля 1930 года «О сокращении сети районов Карельской АССР».